# Bofors 40 mm

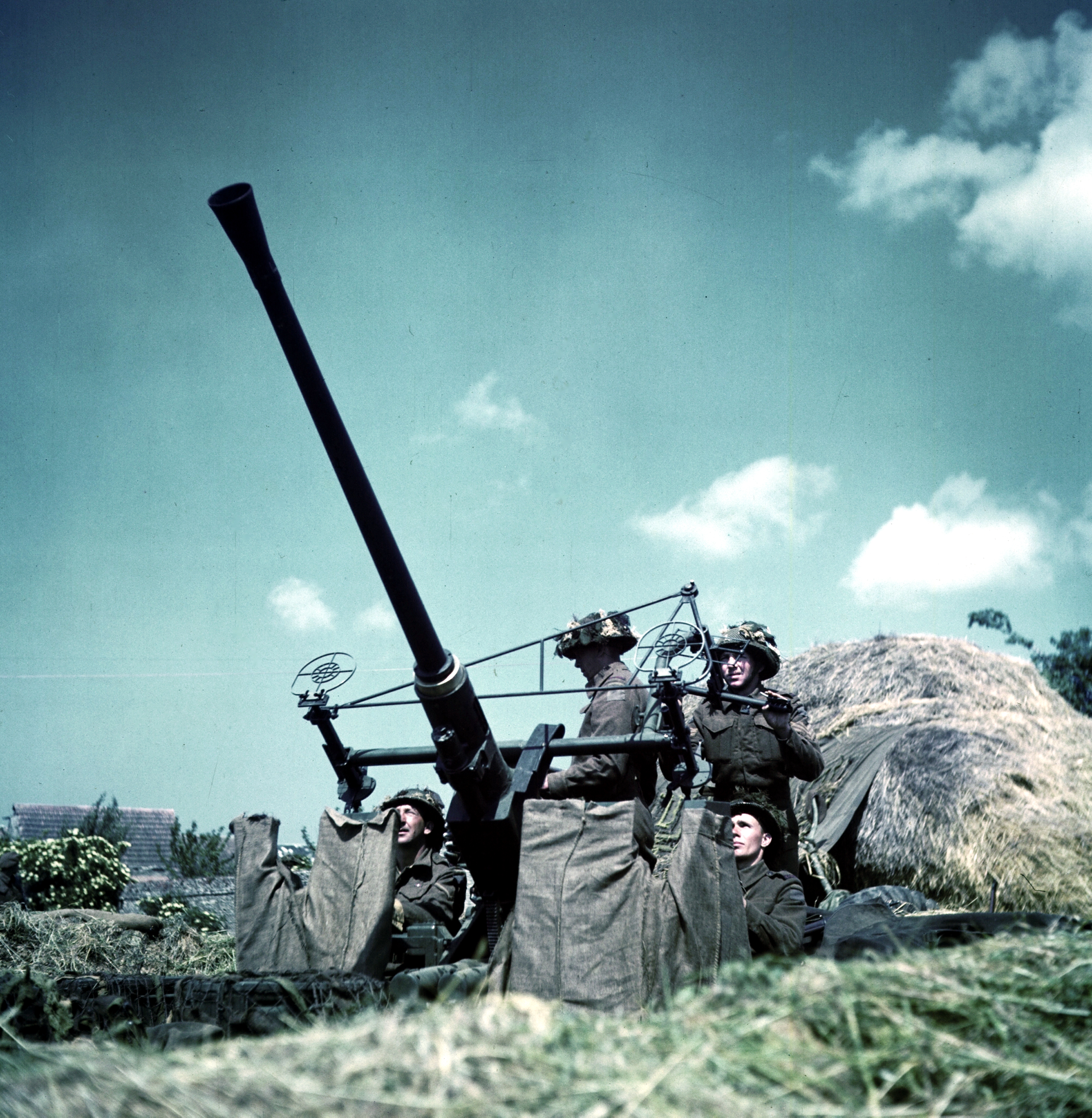
Um canhão antiaéreo britânico de 40 mm.

Bofors 40 mm é um canhão automático antiaéreo de origem sueca. Fabricados pela Bofors, indústria siderúrgica fundada em 1643 na cidade de Karlskoga.